# Atlético Maronese Neuquén
Club Atlético Maronese – argentyński klub piłkarski z siedzibą w mieście Neuquén, stolicy prowincji Neuquén.

## Historia
Klub Atlético Maronese założony został 1 września 1995 roku. Po udanych występach w piątej lidze argentyńskiej (Torneo Argentino C) w sezonie 2006/07, klub w sezonie 2007/08 występuje w czwartej lidze (Torneo Argentino B).